# Liste der Kulturdenkmale in Postfeld
In der Liste der Kulturdenkmale in Postfeld sind alle Kulturdenkmale der schleswig-holsteinischen Gemeinde Postfeld (Kreis Plön) aufgelistet (Stand: 10. März 2025).

## Legende
In den Spalten befinden sich folgende Informationen:
- Objekt-ID: die Nummer des Kulturdenkmales
- Lage: die Adresse des Kulturdenkmales und die geographischen Koordinaten. Kartenansicht, um Koordinaten zu setzen. In der Kartenansicht sind Kulturdenkmale ohne Koordinaten mit einem roten Marker dargestellt und können in der Karte gesetzt werden. Kulturdenkmale ohne Bild sind mit einem blauen Marker gekennzeichnet, Kulturdenkmale mit Bild mit einem grünen Marker.
- Offizielle Bezeichnung: Bezeichnung des Kulturdenkmales
- Beschreibung: die Beschreibung des Kulturdenkmales
- Bild: ein Bild des Kulturdenkmales

## Bauliche Anlagen
| Objekt-ID      | Lage                                        | Offizielle Bezeichnung                               | Beschreibung | Bild |
| -------------- | ------------------------------------------- | ---------------------------------------------------- | --- | ---- |
| 4490           | Bormsdorf 15 (54° 11′ 30″ N, 10° 11′ 34″ O) | Fachhallenhaus                                       | Fachhallenhaus; um 1850; eingeschossiges, sog. Bordesholmer Bauernhaus in Traufenstellung unter reetgedecktem, einseitigem Schopfwalmdach - Begründung: geschichtlich, städtebaulich, Kulturlandschaft prägend - Schutzumfang: gesamtes Objekt - Denkmaltyp: Bauliche Anlage | BW   |
| 4486 Wikidata  | Wischhof 5 (54° 12′ 36″ N, 10° 12′ 39″ O)   | Wohn- und Wirtschaftsgebäude                         | Alteintragung (Aktualisierung vorgesehen) - Begründung: geschichtlich, Kulturlandschaft prägend - Schutzumfang: Alteintragung (Aktualisierung vorgesehen) - Denkmaltyp: Bauliche Anlage | BW   |
| 27475 Wikidata | Wischhof 5 (54° 12′ 37″ N, 10° 12′ 38″ O)   | Backhaus                                             | Alteintragung (Aktualisierung vorgesehen) - Begründung: Alteintragung (Aktualisierung vorgesehen) - Schutzumfang: Alteintragung (Aktualisierung vorgesehen) - Denkmaltyp: Bauliche Anlage | BW   |
| 4477 Wikidata  | Wischhof 15 (54° 12′ 39″ N, 10° 12′ 48″ O)  | Haupthaus                                            | Alteintragung (Aktualisierung vorgesehen) - Begründung: Alteintragung (Aktualisierung vorgesehen) - Schutzumfang: Alteintragung (Aktualisierung vorgesehen) - Denkmaltyp: Bauliche Anlage | BW   |
| 4478 Wikidata  | Wischhof 15 (54° 12′ 39″ N, 10° 12′ 48″ O)  | Scheune                                              | Alteintragung (Aktualisierung vorgesehen) - Begründung: Alteintragung (Aktualisierung vorgesehen) - Schutzumfang: Alteintragung (Aktualisierung vorgesehen) - Denkmaltyp: Bauliche Anlage | BW   |
| 4481           | Wischhof 21 (54° 12′ 40″ N, 10° 12′ 54″ O)  | Wohn- und Wirtschaftsgebäude                         | Wohn- und Wirtschaftsgebäude; nach 1839; eingeschossiger Backsteinbau auf L-förmigem Grundriss mit breitem, zweigeschossigem Eingangsrisalit und Grootdör im abgeschrägten Gebäudewinkel, Satteldach mit Reet- und Hartdeckung, Einfriedung - Begründung: geschichtlich, städtebaulich, Kulturlandschaft prägend - Schutzumfang: Wohn- und Wirtschaftsgebäude, Einfriedung - Denkmaltyp: Bauliche Anlage | BW   |
| 39154          | Wischhof 31 (54° 12′ 43″ N, 10° 13′ 1″ O)   | ehem. Wohn- und Wirtschaftsgebäude, sog. „Alter Hof“ | ehem. Wohn- und Wirtschaftsgebäude, sog. Alter Hof; 1888; zweigeschossiger Backsteinbau auf L-förmigem Grundriss mit flachgeneigten Satteldächern, nach Süden abgewalmt und mit Zwerchhaus, hölzerner Eingangsvorbau - Begründung: geschichtlich, Kulturlandschaft prägend - Schutzumfang: ehem. Wohn- und Wirtschaftsgebäude, sog. Alter Hof, - Denkmaltyp: Bauliche Anlage                             | BW   |
| 4484           | Wischhof 34 (54° 12′ 43″ N, 10° 13′ 4″ O)   | Fachhallenkate                                       | Fachhallenkate; 1. Hälfte 19. Jh.; eingeschossiger giebelständiger Fachwerkbau mit reetgedecktem Satteldach und schlichtem Bordesholmer Giebel, Abwalmung nach Südosten - Begründung: geschichtlich, Kulturlandschaft prägend - Schutzumfang: gesamtes Objekt - Denkmaltyp: Bauliche Anlage | BW   |

## Quelle
- Liste der Kulturdenkmale in Schleswig-Holstein – Kreis Plön (PDF)

- Karte mit allen Koordinaten:
- OSM |
- WikiMap